# Pabian (Arjasa)
Pabian is een bestuurslaag in het regentschap Sumenep van de provincie Oost-Java, Indonesië. Pabian telt 984 inwoners (volkstelling 2010).